# Palme d'or du court métrage
Pour les articles homonymes, voir Palme d'or (homonymie).
La Palme d'or du court métrage est la récompense suprême décernée depuis 1952 par le jury Cinéfondation et court métrage du Festival de Cannes au meilleur court métrage de la sélection.
Le nom de cette récompense a varié au fil de l'histoire du festival : d'abord appelée Grand Prix en 1952, elle est devenue la Palme d'or du court métrage dès 1955 mais elle a repris le nom de Grand Prix de 1963 à 1974, avant de redevenir la Palme d'or à partir de 1975.
Quelle que soit son appellation, ce prix n'a pas toujours été attribué : outre l'édition interrompue de 1968, huit autres éditions du festival de Cannes n'ont pas délivré cette récompense, la dernière fois en 1971.

## Palmarès
| Année | Film | Réalisateur                                      | Pays                                             |
| ----- | --- | ------------------------------------------------ | ------------------------------------------------ |
| 1952  | Jetons les filets (’t Schot is te Boord!)                                                                          | Herman van der Horst                             | Pays-Bas                                         |
| 1953  | Crin-Blanc | Albert Lamorisse                                 | France                                           |
| 1954  | Non décerné | Non décerné                                      | Non décerné                                      |
| 1955  | Blinkity Blank | Norman McLaren                                   | Canada                                           |
| 1956  | Le Ballon rouge | Albert Lamorisse                                 | France                                           |
| 1957  | Histoire courte (Scurtă istorie)                                                                                   | Ion Popescu-Gopo                                 | Roumanie                                         |
| 1958  | La Seine a rencontré Paris                                                                                         | Joris Ivens                                      | France                                           |
| 1958  | La Joconde : Histoire d'une obsession                                                                              | Henri Gruel                                      | France                                           |
| 1959  | Il n'y a que des papillons ici (Motýli tady nežijí)                                                                | Miro Bernat                                      | Tchécoslovaquie                                  |
| 1960  | Le Sourire | Serge Bourguignon                                | France                                           |
| 1961  | La Petite Cuillère                                                                                                 | Carlos Vilardebó                                 | France                                           |
| 1962  | La Rivière du hibou                                                                                                | Robert Enrico                                    | France                                           |
| 1963  | À fleur d'eau (In wechselndem Gefälle)                                                                             | Alexander J. Seiler et Rob Gnant                 | Suisse                                           |
| 1963  | Le Haricot | Edmond Séchan                                    | France                                           |
| 1964  | La Douceur du village                                                                                              | François Reichenbach                             | France                                           |
| 1964  | Le Prix de la victoire (Chōsen)                                                                                    | Nobuko Shibuya                                   | Japon                                            |
| 1965  | Ouverture ou Comment on commence (Nyitány)                                                                         | János Vadász                                     | Hongrie                                          |
| 1966  | Skaterdater | Noel Black                                       | États-Unis                                       |
| 1967  | Ciels de Hollande (Sky Over Holland)                                                                               | John Fernhout                                    | Pays-Bas                                         |
| 1968  | Festival arrêté à cause des événements de mai 68                                                                   | Festival arrêté à cause des événements de mai 68 | Festival arrêté à cause des événements de mai 68 |
| 1969  | Les Chants de la Renaissance (Cîntecele Renasterii)                                                                | Mirel Iliesiu                                    | Roumanie                                         |
| 1970  | Non décerné | Non décerné                                      | Non décerné                                      |
| 1971  | Non décerné | Non décerné                                      | Non décerné                                      |
| 1972  | Le Fusil à lunette                                                                                                 | Jean Chapot                                      | France                                           |
| 1973  | Balablok | Břetislav Pojar                                  | Canada                                           |
| 1974  | L'Île (Ostrov) | Fiodor Khitrouk                                  | Union soviétique                                 |
| 1975  | Lautrec | Geoff Dunbar                                     | Royaume-Uni                                      |
| 1976  | Metamorphosis | Barry Greenwald                                  | Canada                                           |
| 1977  | Lutte (Küzdők) | Marcell Jankovics                                | Hongrie                                          |
| 1978  | La Traversée de l'Atlantique à la rame                                                                             | Jean-François Laguionie                          | France                                           |
| 1979  | Harpie (Harpya) | Raoul Servais                                    | Belgique                                         |
| 1980  | La Femme au bord de la mer (Seaside Woman)                                                                         | Oscar Grillo                                     | Royaume-Uni                                      |
| 1981  | Moto perpetuo | Béla Vajda                                       | Hongrie                                          |
| 1982  | Merlin ou le Cours de l'or                                                                                         | Arthur Joffé                                     | France                                           |
| 1983  | Je sais que j'ai tort, mais demandez à mes copains ils disent la même chose                                        | Pierre Oscar Lévy                                | France                                           |
| 1984  | Le Cheval de fer                                                                                                   | Gérald Frydman et Pierre Levie                   | Belgique                                         |
| 1984  | La Peste (Tchouma)                                                                                                 | David Takaichvili                                | Union soviétique                                 |
| 1985  | Mariage (Jenitba)                                                                                                  | Slav Bakalov et Rumen Petkov                     | Bulgarie                                         |
| 1986  | Peau (Peel) | Jane Campion                                     | Australie                                        |
| 1987  | Palisade | Laurie McInnes                                   | Australie                                        |
| 1988  | Fioritures (Vykrutasy)                                                                                             | Garri Bardine                                    | Union soviétique                                 |
| 1989  | 50 Ans | Gilles Carle                                     | Canada                                           |
| 1990  | The Lunch Date | Adam Davidson                                    | États-Unis                                       |
| 1991  | Avec les mains en l'air (Z podniesionymi rękami)                                                                   | Mitko Panov                                      | Pologne                                          |
| 1992  | Omnibus | Sam Karmann                                      | France                                           |
| 1993  | Coffee and Cigarettes III                                                                                          | Jim Jarmusch                                     | États-Unis                                       |
| 1994  | Le Héros (El héroe)                                                                                                | Carlos Carrera                                   | Mexique                                          |
| 1995  | Gagarine | Alexij Kharitidi                                 | Russie                                           |
| 1996  | Le Vent (Szél) | Marcell Iványi                                   | Hongrie                                          |
| 1997  | Est-ce à cause du dessin sur l'emballage ? (...Is It the Design on the Wrapper?)                                   | Tessa Sheridan                                   | Royaume-Uni                                      |
| 1998  | L'Interview | Xavier Giannoli                                  | France                                           |
| 1999  | When the Day Breaks                                                                                                | Amanda Forbis et Wendy Tilby                     | Canada                                           |
| 2000  | Anino | Raymond Red                                      | Philippines                                      |
| 2001  | Bean Cake | David Greenspan                                  | États-Unis                                       |
| 2002  | Après la pluie (Eső után)                                                                                          | Péter Mészáros                                   | Hongrie                                          |
| 2003  | Cracker Bag | Glendyn Ivin                                     | Australie                                        |
| 2004  | Trafic | Cătălin Mitulescu                                | Roumanie                                         |
| 2005  | Voyageurs (Подорожні, Podorojni)                                                                                   | Igor Strembitsky                                 | Ukraine                                          |
| 2006  | Sniffer | Bobbie Peers                                     | Norvège                                          |
| 2007  | Voir pleuvoir (Ver llover)                                                                                         | Elisa Miller                                     | Mexique                                          |
| 2008  | Megatron | Marian Crișan                                    | Roumanie                                         |
| 2009  | Arena | João Salaviza                                    | Portugal                                         |
| 2010  | Chienne d'histoire                                                                                                 | Serge Avédikian                                  | France                                           |
| 2011  | Cross (Крос) | Maryna Vroda                                     | Ukraine France                                   |
| 2012  | Silence (Sessiz - Be Deng)                                                                                         | L. Rezan Yeşilbaş                                | Turquie                                          |
| 2013  | Safe | Byoung-gon Moon                                  | Corée du Sud                                     |
| 2014  | Leidi | Simón Mesa Soto                                  | Colombie                                         |
| 2015  | Vagues '98 (موج ٩, Mouj 98)                                                                                        | Ely Dagher                                       | Liban Qatar                                      |
| 2016  | Timecode | Juanjo Giménez                                   | Espagne                                          |
| 2017  | Une nuit douce (小城二月, Xiao cheng er yue)                                                                       | Yang Qiu                                         | Chine                                            |
| 2018  | Toutes ces créatures (All These Creatures)                                                                         | Charles Williams                                 | Australie                                        |
| 2019  | La Distance entre le ciel et nous (Η απόσταση ανάμεσα στον ουρανό κι εμάς, I apostasi anamesa ston ourano ki emas) | Vasílis Kekátos                                  | Grèce France                                     |
| 2020  | I Am Afraid to Forget Your Face (ستاشر)                                                                            | Sameh Alaa                                       | Égypte France                                    |
| 2021  | Tous les corbeaux du monde (天下烏鴉, Tian xia wu ya)                                                              | Tang Yi                                          | Hong Kong                                        |
| 2022  | The Water Murmurs (海边升起一座悬崖, Hai bian sheng qi yi zuo xuan ya)                                             | Story Chen                                       | Chine                                            |
| 2023  | 27 | Flóra Anna Buda                                  | Hongrie France                                   |
| 2024  | L'Homme qui ne se taisait pas (Čovjek koji nije mogao šutjeti)                                                     | Nebojša Slijepčević                              | Croatie France Bulgarie Slovénie                 |
| 2025  | I'm Glad You're Dead Now                                                                                           | Tawfeek Barhom                                   | Palestine, France, Grèce                         |